# Theodor Kipp
Louis Theodor Kipp (* 7. März 1862 in Hannover; † 24. Juli 1931 in Ospedaletti) war ein deutscher Rechtswissenschaftler.

## Leben
Kipp studierte in Erlangen und promovierte dort auch zum Dr. jur. Nach seiner Habilitation an der Universität Leipzig (1887) wurde er noch im selben Jahr außerordentlicher Professor der Rechte an der Universität Halle. 1889 wechselte er an die Universität Kiel, 1893 an die Universität Erlangen und 1901 an die Berliner Universität, wo er 1914/15 als Rektor fungierte. 1930 wurde er emeritiert. 1929–1931 war Kipp Vorsitzender der Juristischen Gesellschaft zu Berlin.
Theodor Kipp starb 1931 im Alter von 69 Jahren und wurde auf dem Friedhof I der Jerusalems- und Neuen Kirche in Berlin-Kreuzberg beigesetzt. Das Grab ist nicht erhalten.
Sein Sohn Karl Theodor Kipp (1896–1963) war ebenfalls Jurist und seit 1932 Professor in Bonn.

## Doppelwirkung im Recht
Als Verdienst Kipps gilt die Entdeckung der Doppelwirkung im Recht, wonach ein schon nichtiges Rechtsgeschäft nochmals wegen z. B. arglistiger Täuschung angefochten werden kann. Diese auch als Kipp’sche Lehre von der Doppelnichtigkeit bezeichnete Konstruktion hat den Vorteil, dass der Anfechtende sich durch die Anfechtung in eine rechtlich für ihn vorteilhaftere Situation bringen kann. So kann er z. B. eine Übereignung, die bereits wegen eines anderen Grunds nichtig ist, nochmals wegen arglistiger Täuschung anfechten, um den gutgläubigen Erwerb Dritter, die von der Täuschung Kenntnis haben, mit dem Herbeiführen des Tatbestands von § 142 Absatz 2 BGB zu vereiteln.
Die Möglichkeit, bereits nichtige Rechtsgeschäfte nochmals anzufechten, war nach dem Inkrafttreten des Bürgerlichen Gesetzbuches im Jahre 1900 nicht unumstritten. Seine Zeitgenossen sahen durch die Kodifizierung des BGB die Möglichkeit versperrt, nichtige Verträge nochmals aufzuheben, da der Gesetzgeber mit Nichtigkeit und Anfechtung zwei verschiedene Rechtsinstitute regeln wollte. Die damaligen Gelehrten versuchten, die abstrakten rechtlichen Konstrukte mit Bildern greifbarer zu machen. Viele konnten es sich schlechthin nicht vorstellen, dass etwas Nichtiges angefochten werden kann. Bildlich kann man an einen bereits gefällten Baum denken, den man nun nochmals fällen soll. Oder ein brennendes Haus, das angezündet werden soll. Solche bildlichen Überlegungen schließen ein Nebeneinander von Nichtigkeit und Anfechtbarkeit logischerweise aus. Was nicht mehr ist, kann auch nicht mehr beseitigt werden (Oder medizinisch: Was nicht mehr da ist, kann auch nicht mehr weh tun).
Die Möglichkeit, nichtige Rechtsgeschäfte nochmals zu vernichten, ist eigentlich nur ein Ausfluss aus der Kernthese Kipps: Zwei prinzipiell gleich wirkende juristische Tatsachen vertragen sich in ihrer Wirksamkeit miteinander. So kann ein Rechtsgeschäft auch aus verschiedenen Anfechtungsgründen angefochten werden.
Die Lehre hat jedoch auch Grenzen. Fraglich ist z. B., ob ein Vereinsmitglied, das seinen Austritt erklärt hat, noch vom Verein ausgeschlossen werden kann. Kipp selbst schränkt seine Lehre hier ein, da der Verein nach dem Austritt keine Verfügungsbefugnis mehr über das Mitglied hat und somit eine Doppelwirkung ausscheidet.

## Veröffentlichungen (Auswahl)
- Die Litisdenutation als Prozeßeinleitungsform im römischen Civilprozeß. Breitkopf & Härtel, Leipzig 1887.
- Heinrich Dernburg. Deichert, Leipzig 1908.

- Über Doppelwirkungen im Recht, insbesondere über die Konkurrenz von Nichtigkeit und Anfechtbarkeit, in: Festschrift der Berliner Juristischen Fakultät für Ferdinand von Martitz, Berlin 1911, S. 211–233.
- Humanismus und Rechtswissenschaft. Weidmannsche Buchhandlung, Berlin 1912.
- Geschichte der Quellen des römischen Rechts. 4. Aufl. Deichert, Leipzig/Erlangen 1919.
- Kommentar zum Erbschaftssteuergesetz. Liebmann, Berlin 1927.
- (mit Martin Wolff): Zivilrechtsfälle. 2. Aufl. Vahlen, Berlin 1928.

Außerdem verfasste Kipp Lehrbücher zum Bürgerlichen Recht.